# اولف «تیکن» کارلسون
اولف "تیکن" کارلسون (انگلیسی: Ulf "Tickan" Carlsson؛ زادهٔ ۲ آوریل ۱۹۶۱) یک بازیکن تنیس روی میز اهل سوئد است.